# Международная леди
«Международная леди» (англ. International Lady) — американский приключенческий триллер режиссёра Тима Уэлана 1941 года.

## Сюжет
Американский оперативник в Великобритании Тим Хенли (Джордж Брент) и его коллега из Скотленд-Ярда (Бэзил Рэтбоун) подозревают красивую певицу Карлу Нильсон (Илона Мэсси) в шпионаже.  Они быстро разгадывают её код в песне, после чего отслеживают её из Лондона в Лиссабон, потом до Нью-Йорка, где она встречает богатого производителя конфет, который и оказывается на самом деле диверсантом.

## В ролях
- Джордж Брент — Тим Хенли
- Илона Мэсси — Карла Нильсон
- Бэзил Рэтбоун — Реджи Оливер
- Джин Локхарт — Сидни Грюннер
- Джордж Зукко — Уэбстер
- Френсис Пьерло — доктор Роуэн
- Мартин Кослек — Брунер
- Чарльз Д. Браун — Тетлоу
- Мерджори Гатесон — миссис Греннер
- Лейланд Ходжсон — сержант Мултон
- Клейтон Мур — Денби
- Фредерик Ворлок — сэр Генри
- Ральф Данн — Дон
- Джек Малхолл — портье (в титрах не указан)